# Hermann Müller (Politiker, 1873)
Ernst Emil Hermann Müller (* 29. Januar 1873 in Friedrichsfelde; † nach 1927) war ein deutscher Politiker (SPD, ASPS).

## Leben
Der Vater war Maurerpolier. Er selbst war gelernter Maler und Lackierer. Ab 1904 engagierte er sich in der Arbeiterbewegung in Berlin. Zu einem nicht bekannten Zeitpunkt schloss er sich der SPD an. Zwischen 1905 und 1924 war er Redakteur der sozialdemokratischen Leipziger Volkszeitung. Im Jahr 1914 war er Vorsitzender der Wahlkreisorganisation Sachsen 13. Im Jahr 1917 trat Müller zur USPD über. Seit 1919 war er Mitglied der Sächsischen Volkskammer und von 1920 bis 1926 des Sächsischen Landtages. Dabei war er von 1920 bis 1922 Fraktionsvorsitzender der USPD. Im Jahr 1922 wechselte er zur MSPD über und war bis 1924 einer der drei Vorsitzenden ihrer Landtagsfraktion. Zwischen Januar 1924 und Januar 1927 war er Wirtschaftsminister in Sachsen. Im Sachsenkonflikt zwischen 1924 und 1926 stand er auf Seite von Ministerpräsident Max Heldt. In diesem Zusammenhang trat er 1926 der Alten sozialdemokratischen Partei bei. Über sein weiteres Schicksal ist nichts bekannt.